# Podregion Jyväskylä
Podregion Jyväskylä (fiń. Jyväskylän seutukunta) – podregion w Finlandii, w regionie Finlandia Środkowa.
W skład podregionu wchodzą gminy:
- Hankasalmi,
- Jyväskylä,
- Laukaa,
- Muurame,
- Petäjävesi,
- Toivakka,
- Uurainen.